# Landkreuzer P-1000 Ratte
Il Landkreuzer P-1000 Ratte, nelle intenzioni della Germania nazista, sarebbe diventato il più massiccio e potente carro armato superpesante della storia. Venne progettato dalla Krupp nel 1942 con l'approvazione di Adolf Hitler, ma il progetto venne cancellato da Albert Speer all'inizio del 1943 e nessun esemplare fu mai completato. Alcuni ipotizzano che però circa 25 esemplari siano stati prodotti e abbiano combattuto sul campo di battaglia ma non si hanno prove che sostengano la tesi. Con le sue 1 000 tonnellate, sarebbe stato oltre cinque volte più massiccio del Panzer VIII (meglio conosciuto con il nome di Maus), il più grande carro mai costruito da 188 tonnellate.

## Storia
Lo sviluppo del Ratte ebbe origine nel 1941 con uno studio strategico dei carri pesanti sovietici condotto dalla Krupp, lo stesso studio che diede origine anche alla costruzione, in pochi esemplari, del carro super-pesante Maus. 
Il progetto partì dall'ambiziosa idea del direttore della Krupp, Grote, specializzato nella costruzione di sottomarini, il quale il 23 giugno 1942 propose a Hitler un carro di 1000 tonnellate chiamato Landkreuzer cioè, incrociatore terrestre.
Sarebbe stato armato con pezzi di artiglieria navale e corazzato così pesantemente che solo un'arma della stessa potenza avrebbe potuto fronteggiarlo. Per compensare il suo immenso peso il Ratte doveva essere equipaggiato con tre file di cingoli per ogni lato da 1,2 metri di larghezza ciascuna per un totale di 7,2 metri. Questo aiutava la distribuzione dei pesi e l'incremento della stabilità del veicolo corazzato, ma la sua massa avrebbe causato la distruzione delle strade asfaltate e l'impraticabilità dell'attraversamento dei ponti che avrebbero ceduto sotto la sua imponente mole. Ad ogni modo la sua altezza di ben 11 metri avrebbe permesso al Ratte di guadare la maggior parte dei fiumi con relativa facilità.
Oltre il poderoso sistema d'arma, l'elemento più impressionante di questo mezzo, sarebbero state le eccezionali dimensioni: come precedentemente detto, un'altezza di ben 11 m, una lunghezza di 35 m per una larghezza di 14 m; a causa di queste spropositate misure, il Ratte avrebbe raggiunto un peso complessivo intorno alle 1000 tonnellate.
Hitler si innamorò letteralmente del progetto di Grote e ordinò alla Krupp di cominciare lo sviluppo del progetto. Il 29 dicembre 1942 i disegni preliminari erano completati e il progetto venne chiamato Ratte ("Ratto").
Va comunque aggiunto che se anche i tedeschi fossero riusciti a completare almeno un esemplare, questo sarebbe stato difficile da rifornire a causa del consumo dei motori, inoltre il sistema logistico tedesco avrebbe faticato a mantenere rifornito di munizioni il Ratte e ciò lo avrebbe esposto agli attacchi nemici.

## Propulsione
Il Ratte sarebbe stato spinto da due motori Diesel marini MAN V12Z32/44 da 24 cilindri con una potenza di 8.500 cavalli (6,2 MW) ciascuno (come quelli montati sugli U-Boot) ottenendo così l'impressionante potenza di 17.000 cavalli totali; oppure da otto motori Diesel marini Daimler-Benz MB 501 da 20 cilindri con 2.000 cavalli (1,5 MW) ciascuno (come quelli montati sulle torpediniere Schnellboot) per ottenere la potenza di 16.000 cavalli necessaria per muovere il carro.
Questi enormi sistemi propulsivi avrebbero consentito al mezzo di raggiungere una velocità massima di 40 km/h con un'autonomia, non eccezionale, di 190 km.
Inoltre, il carro sarebbe stato equipaggiato con degli snorkel, versione leggermente modificata rispetto a quella installata sugli U-Boot. Essi avrebbero fornito aria all'equipaggio e ai motori per il funzionamento nelle operazioni anfibie durante il guado di acque profonde.

## Armamento
L'armamento primario del Ratte sarebbe stato un paio di cannoni navali da 280 mm SK C/34 montati su una torretta navale pesante del tipo usato sulle unità della classe Scharnhorst, opportunamente modificata con due bocche da fuoco invece di tre. Si suppone che una torretta sia stata costruita prima della cancellazione del progetto del carro, ma purtroppo la documentazione sulla sua ubicazione è mancante. Dicerie affermavano che la torretta prototipo fosse stata utilizzata come postazione per la difesa costiera nei Paesi Bassi, occupati dalla Germania nazista, nei pressi di Rotterdam. Di recente è stata avanzata l'ipotesi che questa torretta sia stata realizzata per essere installata sulla classe di navi Scharnhorst e quindi non sarebbe collegabile al progetto Ratte.
L'armamento secondario consisteva in un cannone anticarro da 128 mm come quello installato sul cacciacarri Jagdtiger o sul Maus, due cannoni automatici da 15 mm Mauser MG 151/15 e otto cannoni antiaerei Flak 38 da 20 mm dei quali probabilmente quattro (se non tutti) montati su un'unica torretta (Flakvierling 38) oppure in altre configurazioni (binate o trinate). La precisa collocazione del cannone anticarro è ancora oggi motivo di discussione tra gli storici: molti credono che esso fosse montato sulla torretta primaria, altri ritengono più logica la presenza di una torretta secondaria più piccola sul retro, mentre altri ancora lo collocano nella parte anteriore bassa dello scafo, con conseguente limitazione della mobilità laterale del pezzo, come nel caso del Jagdtiger.
Gli imponenti cannoni da 280 mm SK C/34 sarebbero stati utilizzati dal Ratte per colpire a lunga distanza grandi bersagli come fortificazioni, sbarramenti oppure gruppi di corazzati. Il 128 mm KwK 44 L/55 avrebbe affrontato i carri armati o cacciacarri che avessero cercato di attaccare il Ratte, mentre i due cannoni automatici da 15 mm Mauser MG 151/15 sarebbero stati un "toccasana" contro la fanteria nemica e contro mezzi leggeri o poco corazzati. Grazie agli otto Flak 38 da 20 mm, il P-1000 avrebbe avuto copertura dagli attacchi aerei nemici, soprattutto da quelli dei bombardieri che, a differenza dei caccia, grazie a ordigni esplosivi sarebbero stati in grado di perforare la spessa corazza.
Inoltre il carro armato avrebbe dovuto avere una specie di "garage" al suo interno, in grado di accogliere due moto BMW R12 utilizzabili per le operazioni di ricognizione, oltre a diversi piccoli depositi, un'area compatta per l'infermeria e un sistema autonomo di gabinetto.
Tra i tanti punti forti di questo carro bisogna menzionare indubbiamente la corazza: essa variava da un minimo di 150 mm (nelle zone meno esposte) fino ad un massimo di 360 mm (probabilmente nella parte anteriore dello scafo).

## Nei media
Nel videogioco Sniper Elite 3, il progetto del Ratte viene più volte menzionato e, addirittura, la sua completa distruzione da parte del protagonista, un abile cecchino americano inviato in Nord Africa in aiuto agli inglesi contro la temuta Africa Korps, diventa l'obiettivo principale nelle ultime missioni della campagna.
È presente anche nel videogioco ucronico Turning Point: Fall of Liberty.